# 神明神社 (各務原市鵜沼三ツ池町)
神明神社（しんめいじんじゃ）は、岐阜県各務原市鵜沼三ツ池町に鎮座する神社。
各務原市鵜沼三ツ池町の産土神である。

## 概要
神明神社のある鵜沼三ツ池町は、元は享保6年（1721年）に尾張藩が主導して開発が始まった新田「三ツ池新田」である。三ツ池新田の神社として安永5年（1776年）創建。

## 祭神
- 天照皇大神

## 合祀
- 秋葉社
- 津島社